# Cissachroa callischema
Cissachroa callischema là một loài bướm đêm trong họ Crambidae.